# Музыка Франции

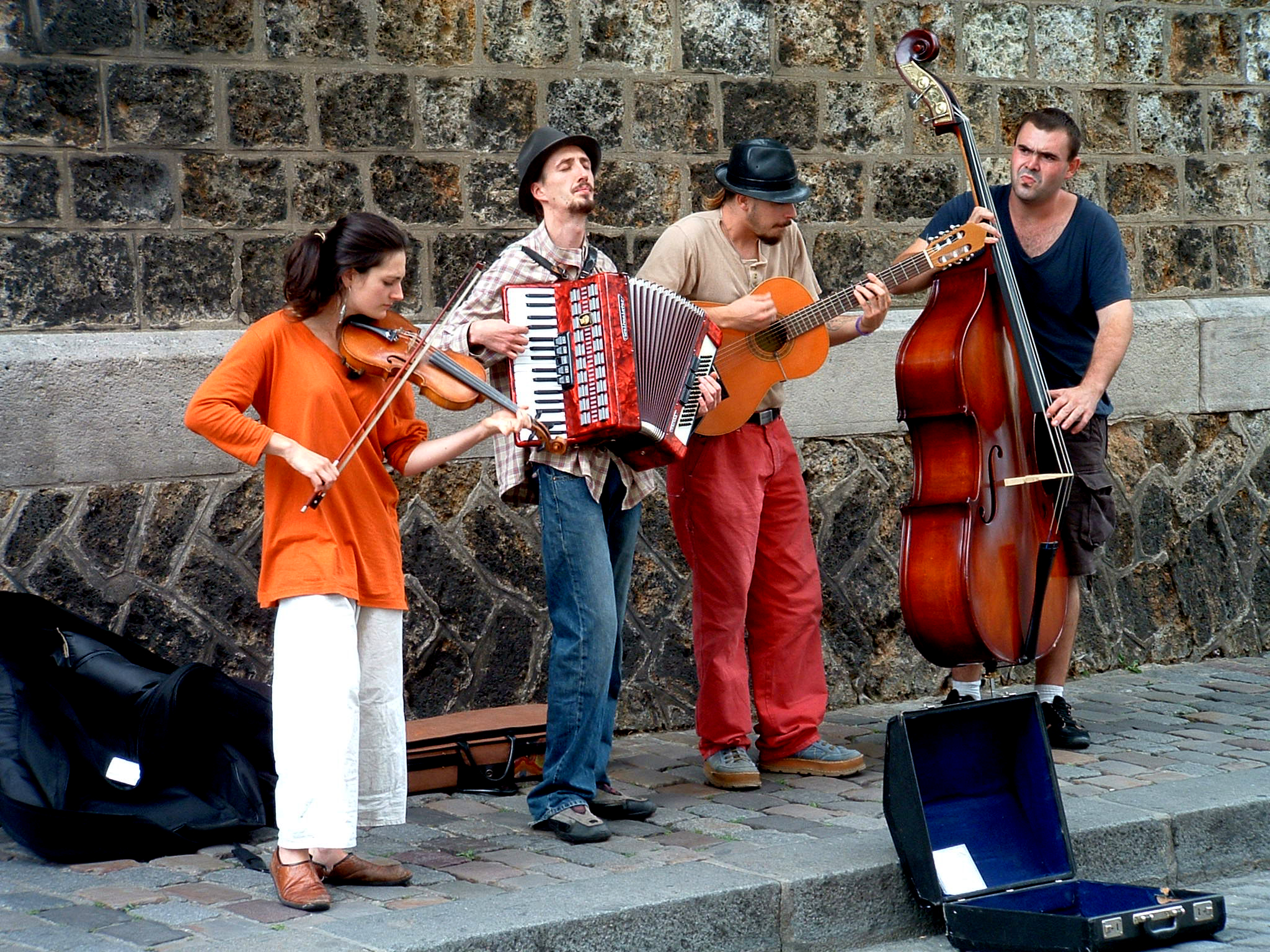
Группа музыкантов на Монмартре

Французская музыка — одна из самых интересных и влиятельных европейских музыкальных культур, которая черпает истоки из фольклора кельтских и германских племён, живших в давние времена на территории нынешней Франции. Со становлением Франции в период Средневековья во французской музыке слились народные музыкальные традиции многочисленных регионов страны. Французская музыкальная культура развивалась, взаимодействуя также с музыкальными культурами других европейских народов, в частности итальянского и немецкого. Начиная со второй половины XX века музыкальная сцена Франции обогатилась музыкальными традициями выходцев из Африки. Она не остаётся в стороне от мировой музыкальной культуры, вобрав в себя новые музыкальные тенденции и придав особый французский колорит джазу, року, хип-хопу и электронной музыке.

## История

### Истоки
Французская музыкальная культура начала формироваться на богатом слое народной песни. Хотя древнейшие достоверные записи песен, сохранившиеся до наших дней, датируются XV веком, литературные и художественные материалы свидетельствуют о том, что ещё со времён Римской империи музыка и пение занимали видное место в повседневной жизни людей.
С христианством на французские земли пришла церковная музыка. Первоначально латинская, она постепенно изменялась под влиянием народной музыки. Церковь использовала в богослужениях материал, понятный местным жителям. Между V и IX веками в Галлии сложился своеобразный тип литургии — галликанский обряд с галликанским пением. Среди авторов церковных гимнов славился Иларий из Пуатье. О галликанском обряде известно из исторических источников, свидетельствующих, что он значительно отличался от римского. Он не сохранился, поскольку французские короли отменили его, стремясь получить от Рима титул императоров, а римская церковь пыталась добиться унификации церковной службы.
С IX—XII веков сохранились «песни о деяниях» (фр. chansons de geste).

### Народная музыка

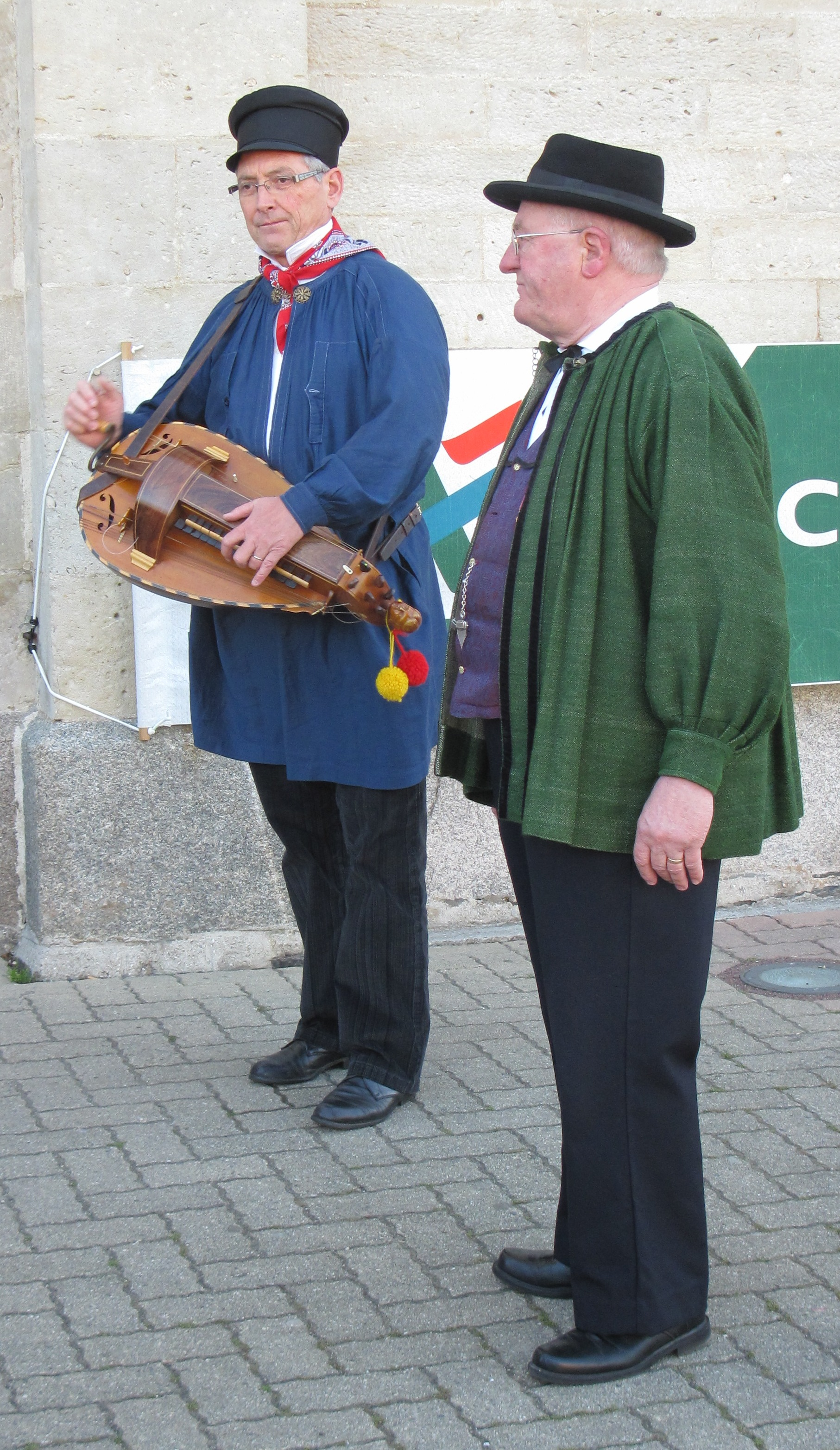
Нормандские лирники в народном костюме

В работах французских фольклористов рассматриваются многочисленные жанры народной песни: лирические, любовные, песни-жалобы (фр. complaintes), танцевальные (фр. rondes), сатирические, песни ремесленников (фр. chansons de metiers), календарные, например рождественские (ноэль); трудовые, исторические, военные и другие. К фольклорным также принадлежат «песни о деяниях», связанные с галльскими и кельтскими верованиями. Среди лирических жанров особое место занимают пасторали (идеализация сельской жизни). В произведениях любовного содержания преобладают темы неразделённой любви, расставания. Немало песен посвящено детям — колыбельные, игровые, считалки (фр. comptines). Разнообразны трудовые (песни жнецов, пахарей, виноградарей и другие), солдатские и рекрутские песни. Особую группу составляют баллады о крестовых походах, песни социального характера изобличающие жестокость феодальной знати, песни о крестьянских восстаниях (эту группу песен исследователи называют «поэтическим эпосом истории Франции»). В целом для французских народных песен характерна гибкая мелодика, тесная связь музыки и слов, чёткая и нередко куплетная форма, лады — натуральные мажор и минор. Наиболее распространённый метр — 6/8. В припеве часто используются повторяющиеся звукосочетания, не имеющие смысла, на подчёркивающие ритм (например, тин-тон-тэна, ра-та-план, рон-рон).
К французским народным танцам относятся хороводы, групповые и парные танцы — жига, бурре, ригодон, фарандола, бранль, паспье. Многие из них были заимствованы из придворной музыки времён Средневековья и Раннего Нового времени, либо напротив, возникнув в народной среде, были восприняты знатью.
Основными французскими народными музыкальными инструментами являются скрипка, волынка (фр. musette), колёсная лира (фр. vielle à roue) и дудка. Нередко волынки и колёсные лиры звучали дуэтом, при этом бурдоны волынок отключали, поскольку им аккомпанировали лиры. Французские лиры обычно обладают большим колесом, четырьмя бурдонными и двумя мелодическими струнами, узкой струнной коробкой (куда помещаются бурдонные струны), лютневидным или гитарообразным корпусом и так называемым жужжащим мостиком, на который натянута бурдонная струна, и держащийся одним концом в пазу на деке, а другой, т.н. «молоточек» прилегает к деке и может более-менее свободно вибрировать. При медленном вращении колеса лиры звучит лишь бурдонная струна trompette, но при ускоренном мостик приподнимается, и, соприкасаясь с декой, издаёт характерный ритмичный жужжащий звук Чувствительность жужжащего мостика регулируется с помощью колка (фр. tirant), изменяющего боковое натяжение на струну и таким образом регулирующего чувствительность жужжащего мостика относительно скорости вращения колеса. Волынки богато украшаются. Конструктивно волынки, бытующие на территории Франции, делятся на несколько типов. Например, в местностях Берри и Бурбонне распространена двухбурдонная центральнофранцузская волынка (фр. musette du centre, cornemuse du Berry), в Оверни — безбурдонная волынка кабретт (фр. cabrette, досл. козочка), а у окситанцев (жителей Прованса) распространена волынка с одним бурдоном под названием бодега (фр. и окс. bodega). Кроме того, у окситанцев сохраняется широко распространённый в средневековье дуэт барабана-тамбурина и продольной флейты-галубе (фр. galoubet), играющей под ритм тамбурина. В частности, эти инструменты аккомпанируют фарандоле.
В середине XIX века во французскую народную музыку проникает аккордеон, а в 1880-х годах возникает жанр музыки бал-мюзет. Так назывались танцевальные салоны с бесплатным входом и платными танцами, где исполнялись сначала народные танцы вроде бурре, а затем — вальсы, польки, гавоты, мазурки и тому подобные танцы. Впоследствии название перенеслось и на музыку, исполняемую в таких салонах. Изначально танцы сопровождались ансамблем с главенствующей ролью волынки (первоначально бал-мюзеты открывались на окраинах Парижа выходцами из Оверни), впоследствии, к началу XX века, под влиянием итальянских иммигрантов, заменённой аккордеоном. Современное звучание бал-мюзет приобрёл к концу Первой мировой войны, а пик популярности жанр испытывал в 1920—1950-е годы, в те годы проникают новые танцы — фокстрот, пасадобль, свинг, танго; а также появляются аккордеонисты-виртуозы (в СССР наиболее известными были Адольф Депренс и Морис Александер). Под музыку подобного жанра исполняли песни такие певицы, как Жозефина Бейкер и Эдит Пиаф. В начале 1960-х популярность жанра резко пошла на спад. В конце XX века бал-мюзет смешался с джаз-мануш — направлением джаза, возникшем под влиянием народной музыки французских цыган (мануш — самоназвание французских цыган, относящихся к группе синти), и аккордеону стали аккомпанировать гитары, а в 1990-е годы происходит возрождение бал-мюзета и приход нового поколения аккордеонистов. Именно бал-мюзет у многих и ассоциируется со французской народной музыкой.
Свои уникальные музыкальные традиции имеют бретонцы — кельтоязычный народ, представители которого являются потомками беженцев с Британии, покинувших родину из-за нашествия англосаксов в VIII—X вв. н. э.; и корсиканцы — романоязычный народ, населяющий одноимённый остров и по языку и культуре более близкий к итальянцам, нежели к французам. Бретонская волынка, биню-коз или биню (брет. biniou, biniou-kozh, с брет. — «маленькая волынка» — фр. petit biniou) довольно небольшая, имеет короткий чантер (мелодическая трубка). В 1932 на основе усовершенствованной биню-коз и шотландской волынки была создана биню-браз (брет. biniou braz, фр. grand biniou), также вошедшая в бретонскую музыку. Другой музыкальный инструмент бретонцев — жалейка бомбарда (брет. talabard, vombard), нередко аккомпанирующий биню: волынки играют бурдон, а бомбарды — непосредственно мелодию. Такая техника игры называется кан-а-дискан (брет. kan ha diskan) или шан-э-дешан (брет. chant-et-dechant). Впервые бомбарда зафиксирована у бретонцев в XVI веке. Бомбарда обладает диатоническим звукорядом, что позволяет играть лишь в одной тональности. Играть на бомбарде очень трудно, от музыканта (брет. talabarder — музыкант-мужчина, брет. talabarderez — женщина-музыкантша) требуется развитое дыхание. Самой известной бретонской песней является «Ev chistr 'ta, Laou!» (с брет. — «Пей сидр, Ла́у!»), написанная крестьянами братьями Прима в 1929 г. и обретшая статус народной. В Интернете мелодия песни часто ошибочно считается гимном Люфтваффе или маршем СС из-за популярности немецкоязычного кавера «Was wollen wir trinken» в исполнении немецкой фолк-рок-группы «Oktoberklub» 1971 г. и нидерландской рок-группы «Bots» 1980 г., а также ремиксом «How much is the fish» немецкой диджей-группы Scooter 1998 года.
На Корсике бытует необычное мужское многоголосие пагджелла, по звучанию очень напоминающее грузинское. Особое место в корсиканской народной музыке занимают вочери — импровизированные песни-плачи, исполнявшиеся женщинами над телом убитого, и в которых перечислялись его заслуги и звучали призывы к отмщению. Старинными народными танцами являются караколла (женский траурный танец) и мореска. Более поздний слой фольклора сформировался главным образом под итальянским влиянием. К музыкальным инструментам относятся рог-пифана, цистра (четера), волынка (карамуза) и духовой язычковый инструмент чьяоамбелла; в XVIII-XIX веках они были вытеснены аккордеоном, скрипкой, мандолиной и гитарой. Широко распространены инструментальные ансамбли.
Интерес к народной музыке стал особенно проявляться в 1950-е-1960-е годы, и не угасает до сих пор.

### Музыка Средневековья

#### Церковная музыка
В период Средневековья лучше всего было документировано развитие церковной музыки. На замену ранним галликанским формам христианской литургии пришла григорианская литургия. Распространение григорианского пения в период царствования династии Каролингов (751—987) связано прежде всего с деятельностью бенедиктинских монастырей. Католические аббатства Жюмьеж (на Сене, также в Пуатье, Арле, Туре, Шартре и других городах), стали центрами церковной музыки, ячейками профессиональной духовной и светской музыкальной культуры. Для обучения учащихся пению при многих аббатствах были созданы специальные певческие школы (метризы). Там преподавали не только григорианское пение, но и игру на музыкальных инструментах, умение читать музыку. В середине IX в. появилась невменная нотация, постепенное развитие которой привело через много столетий к формированию современной нотной грамоты.
В IX веке григорианский хорал обогатился секвенциями, которые во Франции называют также прозами. Создание этой формы приписывалось монаху Ноткеру из Санкт-Галленского монастыря (современная Швейцария). Впрочем, Ноткер указывал в предисловии к своей «Книге гимнов», что сведения о секвенции он получил от монаха с Жюмьежского аббатства. Впоследствии во Франции особенно прославились авторы проз Адам из аббатства Сен-Виктор (XII век) и создатель знаменитой «Ослиный прозы» Пьер Корбейл (начало XIII века). Другим нововведением были тропы — вставки в середину григорианского хорала. Через них в церковную музыку начали проникать светские напевы.
С X века в Лиможе, Туре и других городах в недрах самого богослужения появилась литургическая драма, родившаяся из диалогированных тропов с поочередными «вопросами» и «ответами» двух антифонных групп хора. Постепенно литургическая драма все больше отходила от культа (наряду с образами из Евангелия включались реалистичные персонажи).
Для народной песни с древнейших времен было характерно многоголосие, тогда как григорианский хорал сформировался как одноголосный. В 9 веке элементы многоголосия начали проникать также в церковную музыку. В 9 веке были написаны пособия по многоголосию органум. Автором старейшего из них считается монах Хукбальд из Сен-Амана близ Турне в Фландрии. Многоголосный стиль, сложившийся в церковной музыке, впрочем, отличается от народной музыкальной практики.

#### Светская музыка
Наряду с культовой развивалась светская музыка, звучавшая в народном быту, при дворах франкских королей, в замках феодалов. Носителями народных музыкальных традиций средневековья были главным образом бродячие музыканты — жонглёры, которые пользовались большой популярностью в народе. Они пели нравоучительные, шуточные, сатирические песни, танцевали под аккомпанемент различных инструментов, в том числе тамбурина, барабана, флейты, щипкового инструмента типа лютни (это способствовало развитию инструментальной музыки). Жонглёры выступали на праздниках в деревнях, при феодальных дворах и даже в монастырях (участвовали в некоторых обрядах, театрализованных шествиях, приуроченных к церковным праздникам, получивших название Carole). Их преследовала церковь как представителей враждебной ей светской культуры. В XII—XIII веках в среде жонглеров происходило социальное расслоение. Часть их оседала в рыцарских замках, попадая в полную зависимость от рыцаря-феодала, другие останавливались в городах. Таким образом, жонглёры, утратив свободу творчества, стали оседлыми менестрелями в рыцарских замках и городскими музыкантами. Однако этот процесс в то же время способствовал проникновению в замки и города народного творчества, который становится основой рыцарского и бюргерского музыкально-поэтического искусства.

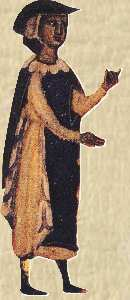
Французский трубадур Бернарт де Вентадорн. Рисунок из рукописи XIII века

В эпоху позднего средневековья в связи с общим подъёмом французской культуры начинает интенсивно развиваться и музыкальное искусство. В феодальных замках на основе народной музыки расцветает светское музыкально-поэтическое искусство трубадуров и труверов (XI—XIV вв.). Среди трубадуров славились Маркабрюн, Гильом IX — герцог Аквитанский, Бернард де Вентадорн, Жофре Рюдель (конец XI—XII вв.), Бертран де Борн, Гираут де Борнейль, Гираут Рикье (кон. XII—XIII вв.). Во 2-й половине XII века в северных областях страны возникло подобное направление — искусство труверов, которое сначала было рыцарским, а в дальнейшем все больше сближалось с народным творчеством. Среди труверов наряду с королями, аристократией — Ричардом Львиное Сердце, Тибо Шампанским (королём Наварры), впоследствии получили известность представители демократических слоев общества — Жан Бодель, Жак Бретель, Пьер Мони и другие.
В связи с ростом таких городов, как Аррас, Лимож, Монпелье, Тулуза и других в XII—XIII веках развилось городское музыкальное искусство, создателями которого стали поэты-певцы из городских сословий (ремесленники, простые горожане, а также буржуа). Они внесли свои особенности в искусство трубадуров и труверов, отойдя от его возвышенно-рыцарских музыкально-поэтических образов, освоив народно-бытовую тематику, создав характерный стиль, свои жанры. Виднейшим мастером городской музыкальной культуры XIII века был поэт и композитор Адам де ла Аль, автор песен, мотетов, а также популярной в своё время пьесы «Игра о Робене и Марион» (около 1283 г.), насыщенной городскими песнями, танцами (необычной была уже сама идея создания светского театрализованного представления, пронизанного музыкой). Он по-новому трактовал традиционные единогласные музыкально-поэтические жанры трубадуров, использовав многоголосие.

#### Школа Нотр-Дам
Укрепление экономического и культурного значения городов, создание университетов (в том числе в начале XIII века Парижского университета), где музыка была одним из обязательных предметов (входила в квадривиум), способствовали повышению роли музыки как искусства. В XII веке одним из центров музыкальной культуры стал Париж, и прежде всего его Поющая школа собора Нотр-Дам, объединившая крупнейших мастеров — певцов-композиторов, ученых. С этой школой связан расцвет в XII—XIII веках культового многоголосия, появление новых музыкальных жанров, открытия в области музыкальной теории.
В произведениях композиторов Нотр-дамской школы григорианский хорал претерпел изменения: ранее ритмически свободный, гибкий хорал приобрел большую размеренность и плавность (отсюда название такого хорала cantus planus). Осложнения многоголосной ткани и её ритмической структуры потребовало точного обозначения длительностей и совершенствование нотации — в результате представители парижской школы на смену учению о модусах постепенно пришли к мензуральной нотации. Значительный вклад в этом направлении сделал музыковед Иоанн де Гарландия.
Многоголосие вызвало к жизни новые жанры церковной и светской музыки, в том числе кондукт и мотет. Кондукт изначально выполнялся преимущественно во время праздничной церковной службы, однако позже стал чисто светским жанром. В числе авторов кондукта — Перотин.

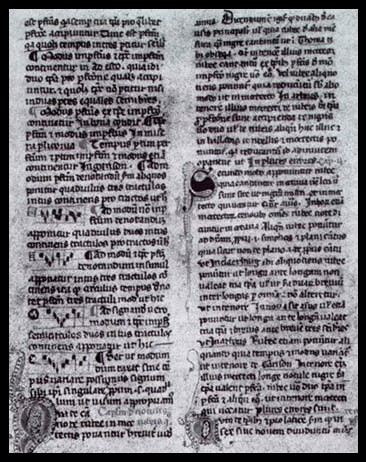
Фрагмент трактата Ars Nova Филиппа де Витри с «витрийской» нотной записью

На основе кондукта в конце XII века во Франции сформировался важнейший жанр многоголосной музыки — мотет. Ранние его образцы относятся также мастерам Парижской школы (Перотин, Франко Кёльнский, Пьер де ла Круа). Мотет допускал свободу объединения литургических и светских напевов и текстов, — такое сочетание привело к рождению в XIII веке шутливого мотета. Значительное обновление получил жанр мотета в XIV веке в условиях направления ars nova, идеологом которого выступил Филипп де Витри.
В искусстве ars nova большое значение придавалось взаимодействию «бытовой» и «научной» музыки (то есть песни и мотета). Филипп де Витри создал новый тип мотета — изоритмичный мотет. Нововведения Филиппа де Витри затронули также учение о консонансе и диссонансе (объявил консонансы терции и сексты).
Идеи ars nova и, в частности, изоритмичный мотет продолжили своё развитие в творчестве Гийома де Машо, который объединил художественные достижения рыцарского музыкально-поэтического искусства с его единогласными песнями и многоголосной городской музыкальной культуры. Ему принадлежат песни с народным складом (lays), вирелэ, рондо, он же впервые разработал жанр многоголосной баллады. В мотете Машо более последовательно, чем предшественники, применял музыкальные инструменты (вероятно, инструментальными были прежде нижние голоса). Машо также считается автором первой французской мессы полифонического склада (1364).

### Эпоха Возрождения

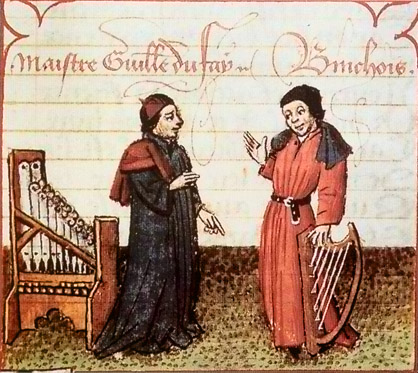
Гийом Дюфаи и Жиль Беншуа

В XV веке во времена Столетней войны ведущее положение в музыкальной культуре Франции XV в. заняли представители франко-фламандской (нидерландской) школы. В течение двух веков во Франции работали самые выдающиеся композиторы нидерландской полифонической школы: в середины XV века — Ж. Беншуа, Г. Дюфаи, в 2-й половине XV века — Й. Окегем, Я. Обрехт, в конце XV — начале XVI веков — Жоскен Депре, во 2-й половине XVI века — Орландо ди Лассо.
В конце XV веке во Франции утверждается культура Возрождения. На развитии французской культуры сказались такие факторы, как возникновение буржуазии (XV век), борьба за объединение Франции (завершилась к концу XV века) и создание централизованного государства. Существенное значение имели также непрерывное развитие народного творчества и деятельность композиторов франко-фламандской школы.
Возрастает роль музыки в светской жизни. Французские короли создавали при своих дворах большие капеллы, устраивали музыкальные празднества, королевский двор становится центром профессионального искусства. Укрепилась роль придворной капеллы. В 1581 Генрих III утвердил должность «главного интенданта музыки» при дворе, первым этот пост занимал итальянский скрипач Бальтазарини де Бельджозо. Важными центрами музыкального искусства вместе с королевским двором и церковью были также аристократические салоны.
Расцвет Возрождения, связанный с формированием французской национальной культуры, приходится на середину XVI века. В это время выдающимся жанром профессионального искусства становится светская многоголосная песня — шансон. Её полифонический стиль получает новую трактовку, созвучную идеям Французских гуманистов — Рабле, Клеман Маро, Пьер де Ронсар. Ведущим автором шансонов этой эпохи считается Клеман Жанекен, который написал более 200 многоголосных песен. Шансоны получили известность не только во Франции, но и за её пределами, во многом благодаря нотопечатанию и укреплению связей между европейскими странами.
В эпоху Возрождения возросла роль инструментальной музыки. В музыкальном быту были широко распространены виола, лютня, гитара, скрипка (как народный инструмент). Инструментальные жанры проникали как в бытовую музыку, так и в профессиональную, отчасти церковную. Лютневые танцевальные пьесы выделялись среди господствующих в XVI веке полифонических произведений ритмической пластичностью, гомофонным составом, прозрачностью фактуры. Характерным было объединение двух или нескольких танцев по принципу ритмического контраста в своеобразные циклы, которые стали основой будущей танцевальной сюиты. Более самостоятельное значение приобрела и органная музыка. Возникновение органной школы во Франции (конец XVI века) связано с творчеством органиста Ж. Титлуза.
В 1570 году Жан-Антуаном де Баифом была основана Академия поэзии и музыки. Участники этой академии стремились возродить античную поэтико-музыкальное метрику, защищали принцип неразрывной связи музыки и поэзии.
Значительный пласт в музыкальной культуре Франции XVI века составляла музыка гугенотов. Гугенотские песни использовали мелодии популярных бытовых и народных песен, приспосабливая их к переведенным французским богослужебным текстам. Чуть позже религиозная борьба во Франции породила гугенотские псалмы с характерным для них переносом мелодии в верхний голос и отказом от полифонических сложностей. Крупнейшими композиторами-гугенотами, составлявшими псалмы, были Клод Гудимель, Клод Лежён.

### Просвещение

#### XVII век

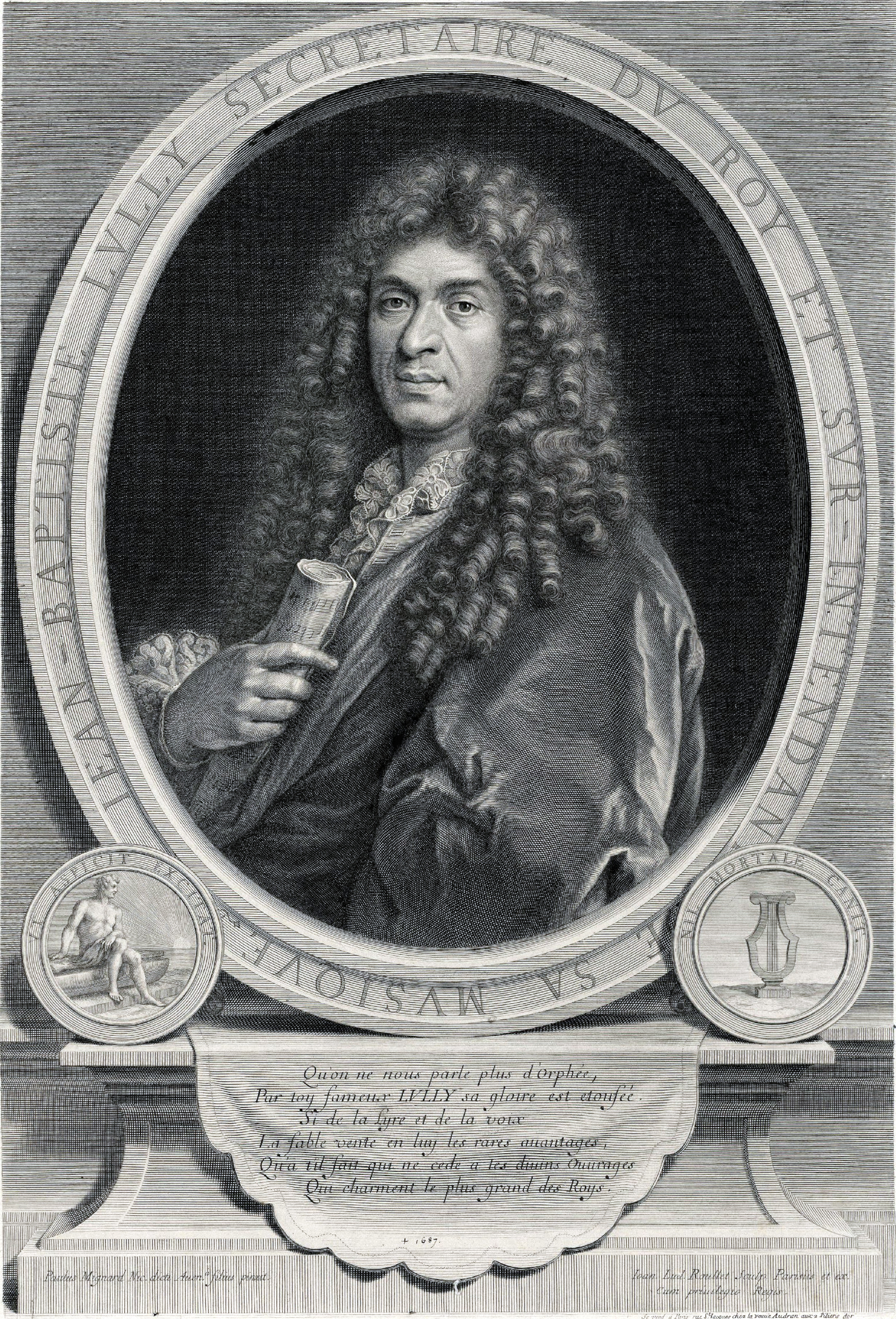
Жан Батист Люлли

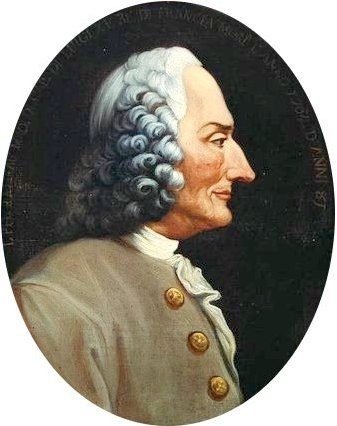
Жан-Филипп Рамо

Сильное влияние на французскую музыку XVII века оказала рационалистическая эстетика классицизма, которая выдвигала требования вкуса, равновесия красоты и истины, ясности замысла, стройности композиции. Классицизм, развивавшийся одновременно со стилем барокко, получил во Франции XVII века законченное выражение.
В это время светская музыка во Франции преобладает над духовной. С утверждением абсолютной монархии большое значение приобретает придворное искусство, определившее направление развития важнейших жанров французской музыки того времени — оперы и балета. Годы правления Людовика XIV отмечены необыкновенной пышностью придворной жизни, стремлением знати к роскоши и утонченным увеселениям. В этой связи большая роль отводилась придворному балету. В XVII веке при дворе усилились итальянские веяния, чему особенно способствовал кардинал Мазарини. Знакомство с итальянской оперой послужило стимулом к созданию своей национальной оперы, первый опыт в этой области принадлежит Элизабет Жаке де ла Герр («Триумф любви», 1654).
В 1671 году в Париже открылся оперный театр под названием «Королевская академия музыки». Руководителем этого театра стал Жан-Батист Люлли, который теперь считается основоположником национальной оперной школы. Люлли создал ряд комедий-балетов, ставших предтечей жанра лирической трагедии, а позже — оперы-балета. Существенным является вклад Люлли в инструментальную музыку. Им был создан тип французской оперной увертюры (термин утвердился во 2-й половине XVII века во Франции). Многочисленные танцы из его произведений крупной формы (менуэт, гавот, сарабанда и другие) повлияли на дальнейшее формирование оркестровой сюиты.
В конце XVII — 1-й половине XVIII века для театра писали такие композиторы, как Н. А. Шарпантье, А. Кампра, М. Р. Делаланд, А. К. Детуш. У преемников Люлли условность придворного театрального стиля усиливается. В их лирических трагедиях на первый план выступают декоративно-балетные, пасторально-идиллические стороны, а драматическое начало все более ослабляется. Лирическая трагедия уступает место опере-балету.
В XVII веке во Франции получили развитие различные инструментальные школы — лютневая (Д. Готье, который повлиял на клавесинный стиль Ж.-А. д’Англебера, Ж. Ш. де Шамбоньера), клавесинная (Шамбоньер, Л. Куперен), виольная (М. Марен, который впервые во Франции ввел в оперный оркестр контрабас вместо контрабасовой виолы). Наибольшее значение приобрела французская школа клавесинистов. Ранний клавесинный стиль сложился под непосредственным влиянием лютневого искусства. В произведениях Шамбоньера сказалась характерная для французских клавесинистов манера орнаментации мелодии. Обилие украшений придавало произведениям для клавесина определённую изысканность, а также большую связность, «певучесть», «протяжённость» отрывистое звучание этого инструмента. В инструментальной музыке широко использовалось применяемое ещё с XVI веке объединение парных танцев (павана, гальярда и так далее), что привело в XVII веке к созданию инструментальной сюиты.

#### XVIII век
В XVIII веке с ростом влияния буржуазии складываются новые формы музыкально-общественной жизни. Постепенно концерты выходят за рамки дворцовых залов и аристократических салонов. В 1725 году Андре Филидор (Даникан) организовал в Париже регулярные публичные «Духовные концерты», в 1770 году Франсуа Госсек основал общество «Любительские концерты». Более замкнутый характер носили вечера академического общества «Друзья Аполлона» (основано в 1741), ежегодные циклы концертов устраивала «Королевская Академия музыки».
В 1720—1730-е годы наивысшего расцвета достигает клавесинная сюита. Среди французских клавесинистов ведущая роль принадлежит Франсуа Куперену, автору свободных циклов, основанных на принципах сходства и контраста пьес. Наряду с Купереном большой вклад в развитие программно-характеристической клавесиновой сюиты внесли также Ж. Ф. Дандре и особенно Жан-Филипп Рамо.
В 1733 году успешная премьера оперы Рамо «Ипполит и Арисия» обеспечила этому композитору ведущее положение в придворной опере — «Королевской академии музыки». В творчестве Рамо жанр лирической трагедии достиг кульминации. Его вокально-декламационный стиль обогатился мелодико-гармонической экспрессией. Большим разнообразием отличаются его двухчастные увертюры, однако представлены в его творчестве и трехчастные увертюры, близкие итальянской оперной «синфонии». В ряде опер Рамо предвосхитил многие поздние завоевания в области музыкальной драмы, подготовив почву для оперной реформы К. В. Глюка. Рамо принадлежит научная система, ряд положений которой послужили основой современного учения о гармонии («Трактат о гармонии», 1722; «Происхождение гармонии», 1750, и другие).

К середине XVIII века героико-мифологические оперы Люлли, Рамо и других авторов перестали соответствовать эстетическим запросам буржуазной аудитории. Своей популярностью они уступают остросатирическим ярмарочным спектаклям, известным ещё с конца XVII века. Эти представления направлены на высмеивание нравов «высших» слоев общества, а также пародируют придворную оперу. Первыми авторами подобных комических опер были драматурги А. Р. Лесаж и Ш. С. Фавара. В недрах ярмарочного театра созрел новый французский оперный жанр — опера комик. Укреплению её позиций способствовали приезд в Париж в 1752 году итальянской оперной труппы, поставившей ряд оперу-буфф, в том числе «Служанка-госпожа» Перголези, и полемика по вопросам оперного искусства, разгоревшаяся между сторонниками (буржуазно-демократические круги) и противниками (представители аристократии) итальянской оперы-буфф, — так называемая «Война буффонов». 

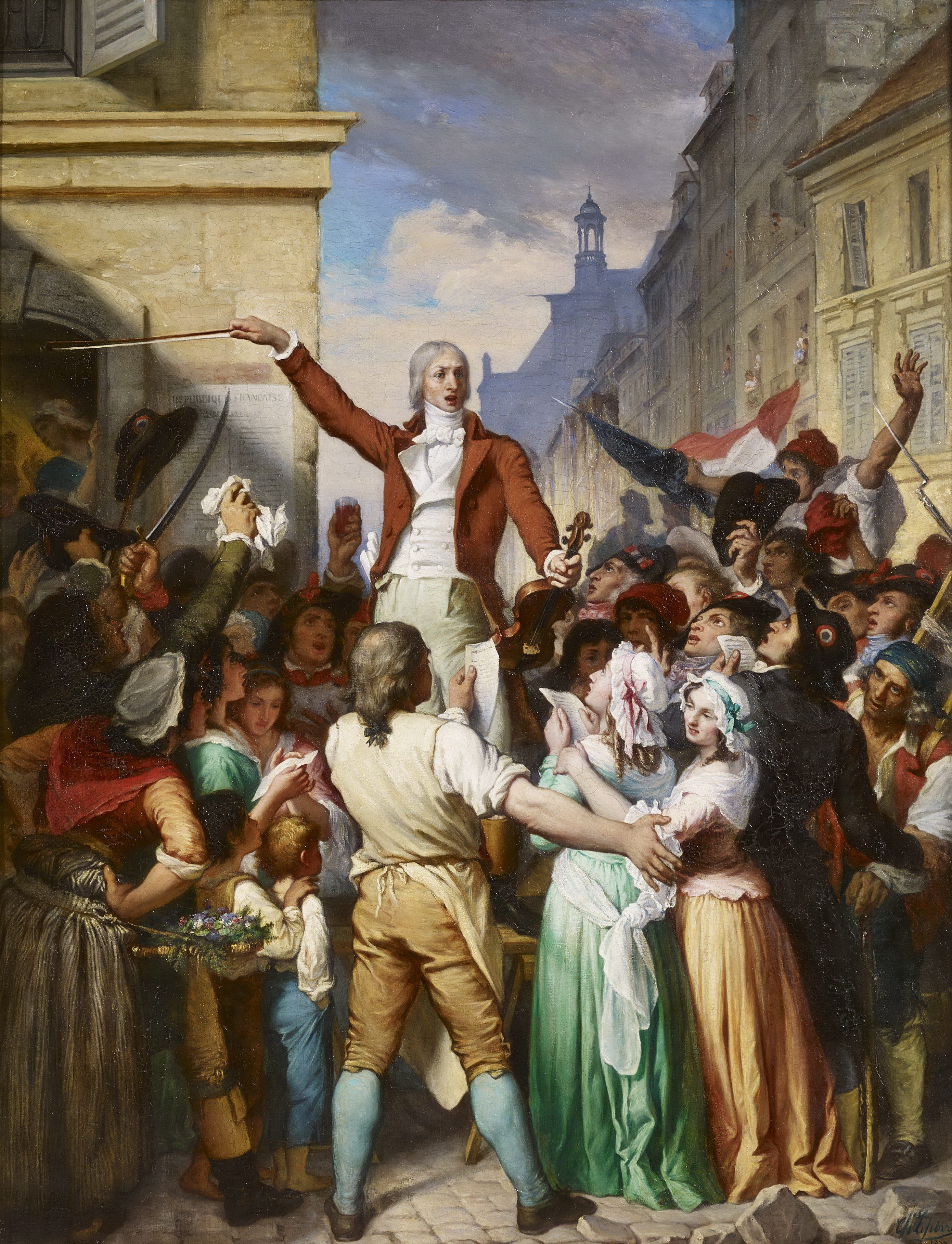
Революционный композитор Меюль обучает парижан патриотическим песням

В напряженной атмосфере Парижа эта полемика приобрела особую остроту, получила огромный общественный резонанс. Активное участие приняли в ней деятели французского Просвещения, поддержавшие демократическое искусство «буффонистов», а пастораль Руссо «Деревенский колдун» (1752) легла в основу первой французской комической оперы. Провозглашенный ими лозунг «подражания природе» оказал большое влияние на формирование французского оперного стиля XVIII века. Труды энциклопедистов содержат также ценные эстетические и музыкально-теоретические обобщения.

### Послереволюционное время

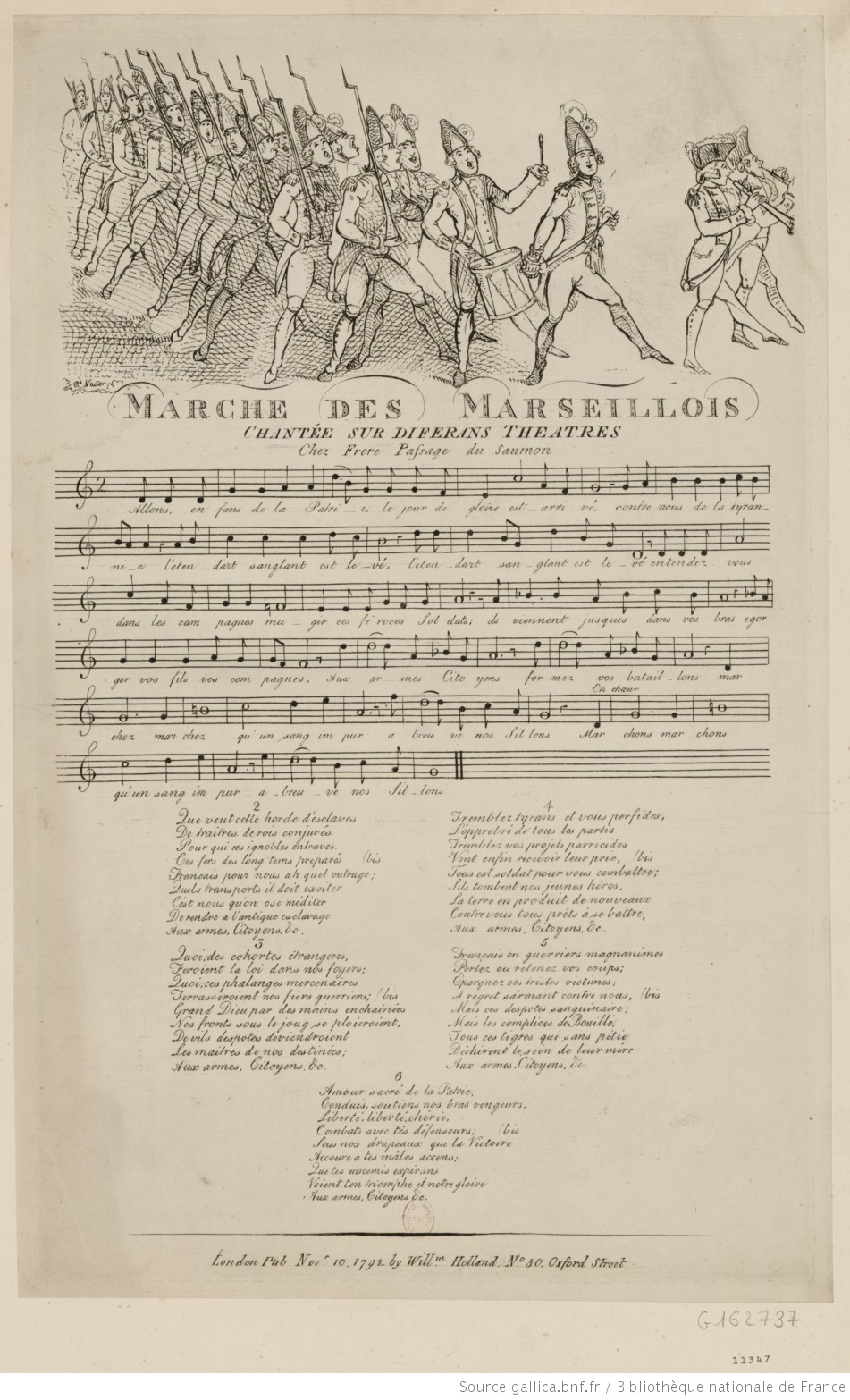
Одна из первых публикаций «Марсельезы», национального гимна Франции, 1792

Великая французская революция внесла огромные изменения во все области музыкального искусства. Музыка становится неотъемлемой частью всех событий революционного времени, приобретая социальные функции, что способствовало утверждению массовых жанров — песни, гимна, марша и других. Влияние французской революции претерпел и театр — возникли такие жанры как апофеоз, агитационный спектакль с использованием больших хоровых масс. В годы революции особое развитие получила «опера спасения», поднимающая темы борьбы с тиранией, разоблачения духовенства, прославляющая верность, преданность. Большое значение приобрела военно-духовая музыка, был основан оркестр Национальной гвардии.
Радикальные преобразования претерпела и система музыкального образования. Были отменены метризы; зато в 1792 году открылась музыкальная школа Национальной гвардии для обучения военных музыкантов, а в 1793 году — Национальный музыкальный институт (с 1795 года — Парижская консерватория).
Период наполеоновской диктатуры (1799—1814) и Реставрации (1814-15, 1815-30) не принесли французской музыке ярких достижений. К концу периода Реставрации наблюдается оживление и в области культуры. В борьбе с академическим искусством наполеоновской империи складывалась французская романтическая опера, что в 1720—1730-х годах заняла господствующее положение (Ф. Обер). В эти же годы складывается жанр большой оперы на историко-патриотические и героические сюжеты. Французский музыкальный романтизм нашел наиболее яркое выражение в творчестве Г. Берлиоза, создателя программного романтического симфонизма. Берлиоз, наряду с Вагнером считается также основоположником новой школы дирижирования.
В годы Второй империи (1852-70) для музыкальной культуры Франции характерно увлечение кафе-концертами, театральными ревю, искусством шансонье. В эти годы возникли многочисленные театры легких жанров, где ставились водевили, фарсы. Развивается французская оперетта, среди её создателей — Ж. Оффенбах, Ф. Эрве. С 1870-х годов, в условиях Третьей республики оперетта потеряла сатиричность, пародийность, злободневность, преобладающими стали историко-бытовые и лирико-романтические сюжеты, в музыке на первый план выдвинулся лирический.

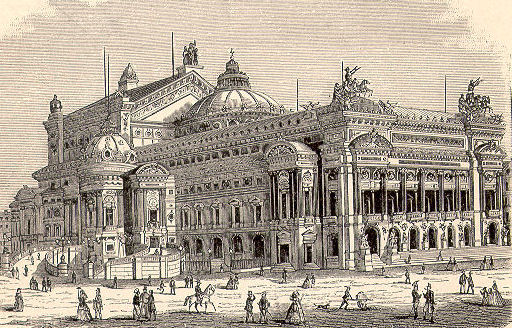
Опера Гарнье, сооруженная в 1870-х годах

В опере и балете второй половины XIX в. наблюдается усиление реалистических тенденций. В опере эта тенденция проявилась в стремлении к повседневным сюжетам, к изображению простых людей с их интимными переживаниями. Самым известным создателем лирической оперы считается Ш. Гуно, автор таких опер как «Фауст» (1859, 2-я ред. 1869), «Мирейль» и «Ромео и Джульетта». К жанру лирической оперы обращались также Ж. Массне, Ж. Бизе, в его опере «Кармен» ярче проявляется реалистическое начало.
В последней трети XIX века значительную популярность во Франции приобретают оперы Р. Вагнера. Влияние творчества немецкого композитора сказалось на французской оперной музыке того времени, в частности в опере «Гвендолин» Шабрие (1886), инструментальных произведениях А. Дюпарка, Э. Шоссона.
Важным событием жизни общественной Франции 1870-х годов стала Парижская коммуна 1870—1871 годов. Этот период вызвал к жизни немало рабочих песен, одна из которых — «Интернационал» (музыка Пьера Дегейтера на слова Эжена Потье) стала гимном коммунистических партий, а в 1922—1944 годах — гимном СССР.

### XX век

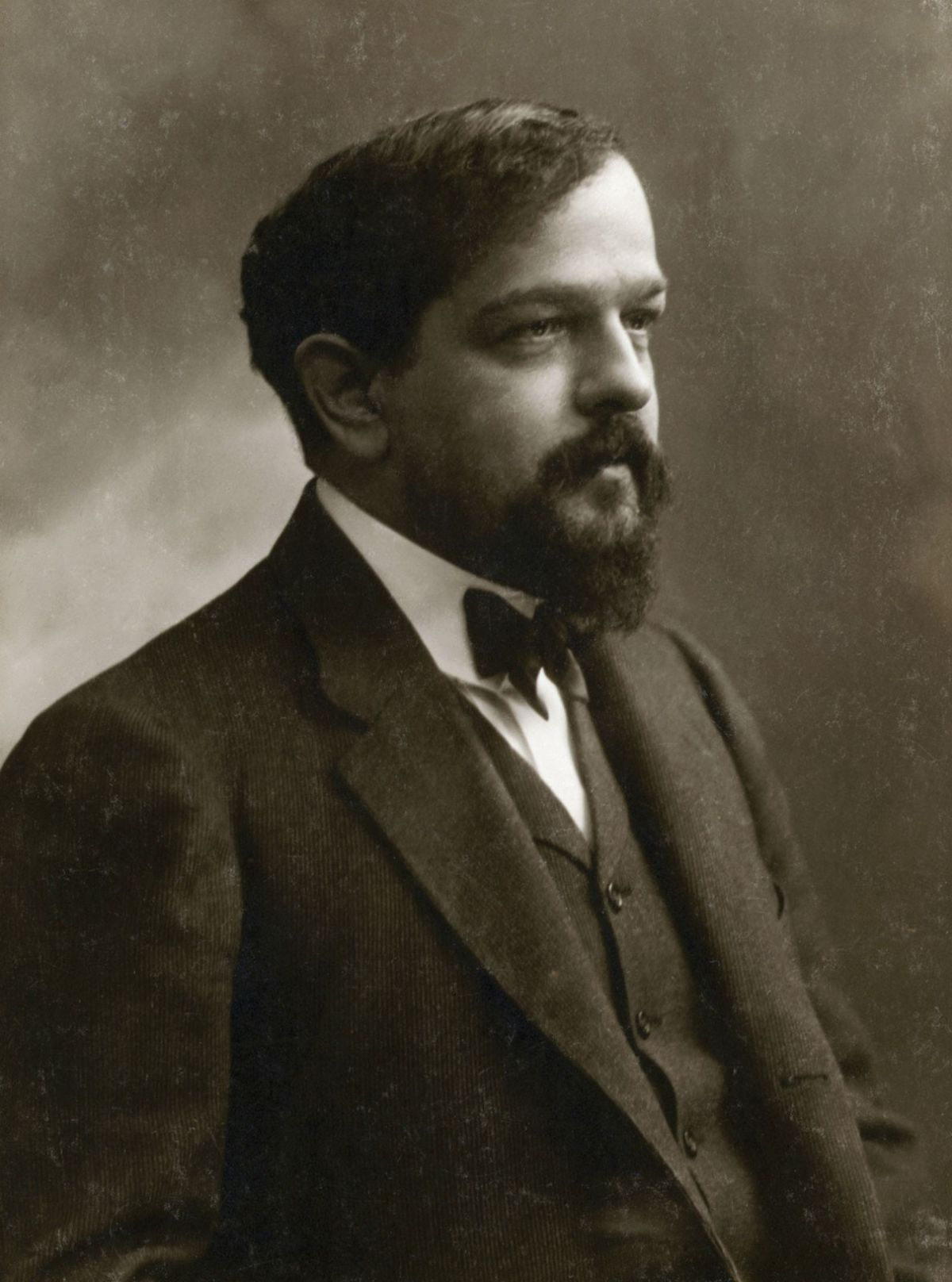
Клод Дебюсси, 1908

В конце 1880-х — 1890-х годов во Франции возникло новое течение, получившее распространение в начале XX века, — импрессионизм. Музыкальный импрессионизм возродил определённые национальные традиции — стремление к конкретности, программности, изысканности стиля, прозрачности фактуры. Импрессионизм нашел наиболее полное выражение в музыке К. Дебюсси, сказался на творчестве М. Равеля, П. Дюка и других. Импрессионизм внес новшества и в область музыкальных жанров. В творчестве Дебюсси симфонические циклы уступают место симфоническим зарисовкам; в фортепианной музыке преобладают программные миниатюры. Морис Равель также испытал влияние эстетики импрессионизма. В его творчестве переплелись различные эстетико-стилистические тенденции — романтические, импрессионистические, а в поздних произведениях — тенденции неоклассицизма.
Наряду с импрессионистическими тенденциями во французской музыке на рубеже XIX—XX веков продолжали развиваться традиции Сен-Санса, а также Франка, творчество которого характеризуется сочетанием классической ясности стиля с яркой романтической образностью.

Композиторы «французской шестерки».

После Первой мировой войны во французском искусстве проявляются тенденции к отрицанию немецкого влияния, стремлению к новизне и, в то же время — к простоте. В это время под влиянием композитора Эрика Сати и критика Жана Кокто сложилось творческое объединение, получившее название «Французская шестерка», участники которой противопоставляли себя не только вагнерианству, но и импрессионистской «расплывчатости». Впрочем, по словам её автора — Франсиса Пуленка группа «не имела никаких других целей, кроме чисто дружеского, а вовсе не идейного объединения», и уже с 1920-х годов её участники (среди наиболее известных также Артур Онеггер и Дариус Мийо) развивались каждый индивидуальным путём.
В 1935 году во Франции возникло новое творческое объединение композиторов — «Молодая Франция», в которое входили в том числе такие композиторы, как О. Мессиан, А. Жоливе, которые подобно «Шестерке» ставили во главу угла возрождение национальных традиций и гуманистические идеи. Отрицая академизм и неоклассицизм, они направили свои усилия на обновление средств музыкальной выразительности. Наиболее влиятельными стали поиски Мессиана в области ладовых и ритмических структур, которые нашли своё воплощение как в его музыкальных произведениях, так и в музыковедческих трактатах.
После Второй мировой войны во французской музыке получили распространение авангардные музыкальные течения. Выдающимся представителем французского музыкального авангарда стал композитор и дирижёр Пьер Булез, который, развивая принципы А. Веберна, широко применяет такие методы композиции, как пуантилизм и сериальность. Особую «стохастическую» систему композиции применяет композитор греческого происхождения Я. Ксенакис.
Значительную роль Франция сыграла в становлении электронной музыки — именно здесь в конце 1940-х годов появилась конкретная музыка, под руководством Ксенакиса был разработан компьютер с графическим вводом информации — UPI, а в 1970-х во Франции зародилось направление спектральной музыки. С 1977 года центром экспериментальной музыки стал IRCAM — исследовательский институт, открытый Пьером Булезом.

## Современность

Здание института ІRCAM

### Академическая музыка
Музыкальным центром Франции остается её столица — Париж. В Париже функционирует «Государственная парижская опера» (дает спектакли в театрах Опера Гарнье и Опера Бастилия), концерты и оперные спектакли даются в Театре Елисейских полей, среди ведущих музыкальных коллективов — Национальный оркестр Франции, Филармонический оркестр Радио Франции, Оркестр Парижа, Оркестр Колонна и другие.
Среди специализированных музыкальных учебных заведений — Парижская консерватория, «Скола канторум», «Эколь нормаль» — в Париже. Важнейшим музыкальным научно-исследовательским центром является Институт музыковедения при Парижском университете. Книги, архивные материалы хранятся в Национальной библиотеке (отделение музыки создано в 1935), Библиотеке и Музее музыкальных инструментов при консерватории.
Во Франции проводятся: Международный конкурс пианистов и скрипачей им. М. Лонг и Ж. Тибо, конкурс гитаристов, Международный конкурс вокалистов в Тулузе (с 1954), Международный конкурс молодых дирижёров в Безансоне (с 1951), Международный конкурс арфиста в Париже, а также многочисленные фестивали, в том числе Осенний фестиваль в Париже, Парижский фестиваль музыки XX века (основан в 1952), Конкурс пианистов в Эпинале (с 1970), конкурс органистов «Гарн-при де Шартр» (с 1971), Фестиваль классической музыки в Руане и другие.

### Популярная музыка

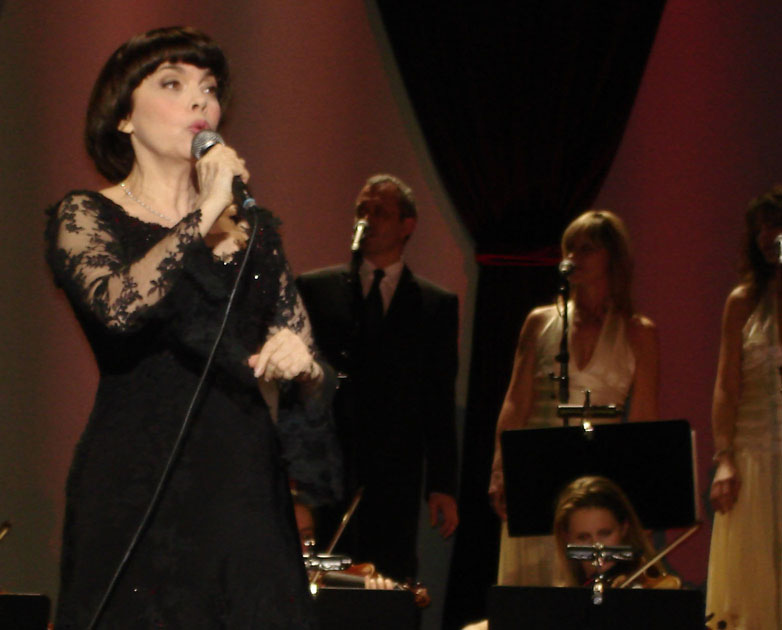
Мирей Матьё

Французской музыкальной сцене известны практически все направления популярной музыки, в то же время она породила и ряд специфических национальных жанров, прежде всего — французский шансон.
В современной культуре шансоном называют популярную французскую музыку, которая сохраняет специфическую ритмику французского языка, отличаясь от песен, написанных под влиянием англоязычной музыки. Среди ярких исполнителей шансона — Жорж Брассенс, Эдит Пиаф, Джо Дассен, Жак Брель, Шарль Азнавур, Лео Ферре, Жан Ферра, Жорж Мустаки, Мирей Матьё, Патрисия Каас и другие. Исполнителей французского шансона обычно называют шансонье. В 1960-е годы популярной разновидностью шансона было направление и йе-йе (yé-yé, yéyé), представленное преимущественно исполнительницами-женщинами, среди них Франс Галль, Сильви Вартан, Брижит Бардо, Франсуаза Арди, Далида, Мишель Торр.
В 1970-е во Франции было очень популярно диско. Многие французские исполнители диско были популярны в Советском Союзе, например, Desireless, Ottawan, Kaoma, Аманда Лир, Далида.
Франция трижды принимала конкурс Евровидение — в 1959, 1961 и 1978 годах. Победу на конкурсе Евровидение одерживали пять французских музыкантов — Андре Клавье (1958), Жаклин Бойер (1960), Изабель Обре (1962), Фрида Боккара (1969) и Мари Мириам (1977), после чего наивысшим достижением французов было второе место в 1990 и 1991 годах.

### Джаз
В 1920-х годах во Франции распространился джаз, крупнейшим представителем которого стал Стефан Граппелли. Со временем французский джаз пережил многочисленные смешения с французскими и латинскими стилями музыки — шансоном, танго, босса-нова; а также стилистические эксперименты в жанрах лаунж и эйсид-джаз. Современные французские джаз-исполнители (Nouvelle Vague, Art Zoyd, Gotan Project, Karpatt) чаще всего смешивают джаз с народной и электронной музыкой.

### Электронная музыка

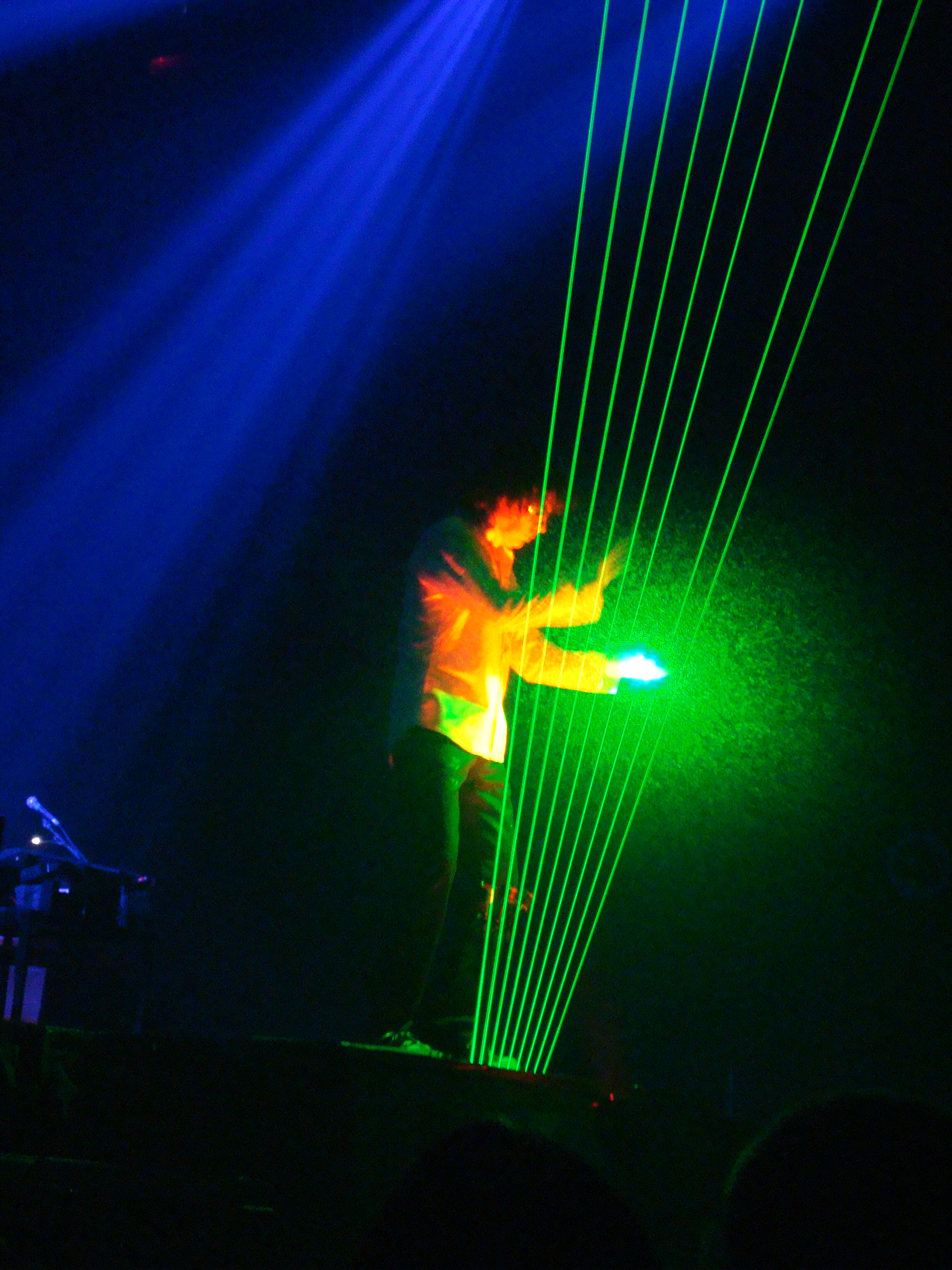
Жан-Мишель Жарр играет на лазерной арфе

Особо значительный вклад французы сделали в электронную музыку. Жан-Мишель Жарр, проекты Space и Rockets были одними из пионеров этого жанра. В ранней французской электронике центральную роль играл синтезатор, а также эстетика научной фантастики и космоса. В 1990-е во Франции развиваются и другие электронные жанры, такие как трип-хоп (Air, Télépopmusik), нью-эйдж (Era), индастриал (Krystal System) и др.
Специфическим явлением стал французский хаус, отличающийся изобилием эффектов фэйзер и частотных срезов, присущим евродиско 1970-х годов. Учредителями этого направления считаются Daft Punk, Cassius и Etienne de Crécy. В 2000-е годы хаус-диджей Давид Гетта стал одним из самых высокооплачиваемых французских музыкантов.

### Рок и хип-хоп
Рок-музыка во Франции появилась с конца 1950-х годов благодаря таким исполнителям как Джонни Холлидей, Ришар Антони, Дик Риверс и Клод Франсуа, исполнявшим рок-н-ролл в духе Элвиса Пресли. В 1970-е годы во Франции был хорошо развит прогрессивный рок. Среди патриархов французского рока 1960-70-х — прогрессив-рок группы Art Zoyd, Gong, Magma, близкие по звучанию к немецкому краут-року. В 1970-е процветала также сцена келтик-рока, особенно на северо-западе страны, откуда происходят Алан Стивелл, Malicorne, Tri Yann и прочие. Ключевые группы 1980-х — пост-панки Noir Désir, металлисты Shakin’ Street и Mystery Blue. В 1990-е во Франции образовалось подпольное движение блэк-металлистов Les Légions Noires. Самые успешные группы последнего десятилетия — металлисты Anorexia Nervosa и исполняющие рэпкор Pleymo.
Pleymo также связаны с хип-хоп сценой Франции. Этот «уличный» стиль очень популярен среди некоренного населения, арабских и африканских иммигрантов. Некоторые исполнители из иммигрантских семей добились массовой известности, например K.Maro, Diam’s, MC Solaar, Stromae, Sexion d’Assaut.
Во Франции проходят такие фестивали рок-музыки, как Eurockéennes (с 1989), La Route du Rock (с 1991), Vieilles Charrues Festival (с 1992), Rock en Seine (с 2003), Main Square Festival (с 2004), Les Massiliades (с 2008).